# Грб Базел-града
Грб Базел-града је званични симбол швајцарског кантона Базел-града. Грб датира из XI вијека, а као грб града се користи од 1385. године.

## Опис грба
Грб града Базела и истоименог кантона има облик епископалног жезла, јер је првобитно кориштен само од стране епископа у Базелу, као и његовог особља. Најстарији познати грб са овим мотивом, који је представљен као дуга дрвена мотка са златним заобљем у горњем дијелом, јавља се на кованом новцу који датира из 1072. и 1133. године. Каснији новчићи, која датирају из средине XIII вијека, показују много јаснију слику жезла, са типичном базом. Жезло је јасно коришћено као симбол епархије и града, те се користило као симбол на кованицама које су издаване у Базелу.
Оригинални грб био је представљен црвеним жезлом на сребреном пољу и то је уједно био грб и града и епархије. Црна боја жезла јавља се 1385. године и касније и односи се само на грб града, када су град и епархија постале посебне јединице, од којих свака има своју надлежност и савјет. Прва позната званична употреба црне црне боје за жезло датира из раног XV ријека.
Поријекло типичне базе жезла није потпуно јасно. Постоје многе различите теорије које су настале током вијекова, али ниједна није у потпуности доказана.

## Галерија повезаних грбова
- Један од најстаријих грбова града Базела
- Грб епископа (бискупа) у Базелу
- Грб кантона
 Базел-провинција
- Грб кантона Јура